# František Červinka (historik)
František Červinka (14. ledna 1923 Praha – 4. března 1981 Praha) byl český historik a publicista.

## Biografie
Pocházel z pražské českožidovské rodiny. Otec František Červinka byl za první republiky československým politikem a meziválečným poslancem Národního shromáždění za Československou stranu národně socialistickou.
Maturoval na reálném gymnáziu v Praze. Po maturitě byl v roce 1941 totálně nasazen. V letech 1945–1951 pracoval jako novinář a nakladatelský redaktor; současně studoval Vysokou školu politických a hospodářských věd. V letech 1951–1971 přednášel na Filozofické fakultě Univerzity Karlovy v Praze (od 1960 docent). Roku 1971 byl z politických důvodů nucen odejít z univerzity i z vědeckého a kulturního života.

## Význam
Zabýval se zejména českými politickými a kulturními dějinami 19. a první poloviny 20. století, problematikou moderních ideologických a politických proudů a historií české kultury v období nacistické okupace. Věnoval se popularizaci historie, zejména v časopisech Dějiny a současnost, Literární noviny a Plamen, kde ve druhé polovině 60. let obracel pozornost k ožehavým problémům novodobých dějin i k aktuálním kulturně politickým otázkám. V mládí se věnoval literární tvorbě; překládal z francouzštiny.